# Mermeristis spodiaea
Mermeristis spodiaea är en fjärilsart som beskrevs av Edward Meyrick 1915. Mermeristis spodiaea ingår i släktet Mermeristis och familjen praktmalar, Oecophoridae. Inga underarter finns listade i Catalogue of Life.